# Artturi Lehkonen
Artturi Lehkonen (né le 4 juillet 1995 à Piikkiö en Finlande) est un joueur professionnel finlandais de hockey sur glace. Il évolue au poste d'ailier.

## Biographie
Son père Ismo a été l'un de ses entraîneurs de hockey.Il était très exigeant envers son frère Valtteri et lui.[réf. nécessaire]

### Carrière en club
Formé au TuTo Turku, il rejoint les équipes de jeunes du TPS Turku. Il découvre la SM-liiga en 2011. Il est choisi au deuxième tour, en 57e position par le SKA Saint-Pétersbourg au cours du repêchage d'entrée dans la KHL 2012. Il est sélectionné au deuxième tour, en 55e position par les Canadiens de Montréal lors du repêchage d'entrée dans la LNH 2013. Il signe dans la SHL avec le Frölunda HC en 2014. L'équipe remporte la Ligue des champions 2016 et le Trophée Le Mat 2016. Lehkonen part ensuite en Amérique du Nord.
Le 8 mai 2016, il signe son premier contrat de recrue dans la Ligue nationale de hockey d'une durée de 3 ans avec les Canadiens de Montréal. Le 13 octobre 2016, il joue son premier match dans la LNH avec les Canadiens face aux Sabres de Buffalo. Il marque son premier point, un but, deux jours plus tard, face aux Sénateurs d'Ottawa. Il termine la saison avec 28 points en 73 parties, dont 18 buts, le plaçant à égalité avec Aleksandr Radoulov au troisième rang des buteurs de l'équipe pour la saison 2016-2017.
Le 24 juin 2021, Lehkonen marque le but gagnant lors du sixième match des demi-finales de la Coupe Stanley 2021 contre les Golden Knights de Vegas, permettant aux Canadiens de Montréal de se qualifier pour la finale de la Coupe Stanley pour la première fois depuis 1993.
Le 21 mars 2022, il est échangé à l'Avalanche du Colorado en retour de Justin Barron et d'un choix de 2e tour en 2024.  Il termine la saison en comptant 9 points en 16 matchs.  En séries éliminatoires, alors que l'Avalanche croise le fer avec les Oilers d'Edmonton en demi-finale, il marque le but gagnant en prolongation du match #4, permettant de balayer la série et de propulser son équipe en finale de la Coupe Stanley. Il devenait ainsi le deuxième joueur de l'histoire de la LNH à réussir l'exploit pour une deuxième année consécutive. La première fois était en 1938 et en 1939 par Gordon Drillon des Maple Leafs de Toronto. 
Il remporte la Coupe Stanley 2022 avec Colorado. Lehkonen marque le but victorieux lors du sixième match décisif de la finale face au Lightning de Tampa Bay, double tenant du titre.

### Carrière internationale
Il représente la Finlande En équipe nationale. Il prend part aux sélections jeunes.

## Statistiques

### En club
| Saison     | Équipe                | Ligue      |     | Saison régulière | Saison régulière | Saison régulière | Saison régulière | Saison régulière |    | Séries éliminatoires | Séries éliminatoires | Séries éliminatoires | Séries éliminatoires | Séries éliminatoires |
| Saison     | Équipe                | Ligue      | PJ  | B                | A                | Pts              | Pun              | PJ               | B  | A                    | Pts                  | Pun                  |                      |                      |
| 2011-2012  | TPS Turku             | SM-liiga   | 18  | 2                | 2                | 4                | 8                | 2                | 0  | 0                    | 0                    | 0                    |                      |                      |
| 2012-2013  | KalPa                 | SM-liiga   | 45  | 14               | 16               | 30               | 12               | 4                | 2  | 1                    | 3                    | 2                    |                      |                      |
| 2013-2014  | KalPa                 | Liiga      | 33  | 7                | 13               | 20               | 4                | -                | -  | -                    | -                    | -                    |                      |                      |
| 2014-2015  | Frölunda HC           | SHL        | 47  | 8                | 8                | 16               | 12               | 13               | 3  | 3                    | 6                    | 0                    |                      |                      |
| 2015-2016  | Frölunda HC           | SHL        | 49  | 16               | 17               | 33               | 12               | 16               | 11 | 8                    | 19                   | 4                    |                      |                      |
| 2016-2017  | Canadiens de Montréal | LNH        | 73  | 18               | 10               | 28               | 8                | 6                | 2  | 2                    | 4                    | 2                    |                      |                      |
| 2017-2018  | Canadiens de Montréal | LNH        | 66  | 12               | 9                | 21               | 20               | -                | -  | -                    | -                    | -                    |                      |                      |
| 2018-2019  | Canadiens de Montréal | LNH        | 82  | 11               | 20               | 31               | 32               | -                | -  | -                    | -                    | -                    |                      |                      |
| 2019-2020  | Canadiens de Montréal | LNH        | 70  | 13               | 14               | 27               | 24               | 10               | 1  | 3                    | 4                    | 8                    |                      |                      |
| 2020-2021  | Canadiens de Montréal | LNH        | 47  | 7                | 6                | 13               | 6                | 17               | 3  | 1                    | 4                    | 4                    |                      |                      |
| 2021-2022  | Canadiens de Montréal | LNH        | 58  | 13               | 16               | 29               | 14               | -                | -  | -                    | -                    | -                    |                      |                      |
| 2021-2022  | Avalanche du Colorado | LNH        | 16  | 6                | 3                | 9                | 8                | 20               | 8  | 6                    | 14                   | 20                   |                      |                      |
| 2022-2023  | Avalanche du Colorado | LNH        | 64  | 21               | 30               | 51               | 28               | 7                | 3  | 3                    | 6                    | 6                    |                      |                      |
| 2023-2024  | Avalanche du Colorado | LNH        | 45  | 16               | 18               | 34               | 14               | 11               | 6  | 5                    | 11                   | 4                    |                      |                      |
| Totaux LNH | Totaux LNH            | Totaux LNH | 521 | 117              | 126              | 243              | 154              | 71               | 23 | 20                   | 43                   | 44                   |                      |                      |

### En équipe nationale
| Année | Équipe           | Compétition                  |   | PJ | B | A  | Pts | Pun | +/-                |  | Résultat |
| 2012  | Finlande -18 ans | Championnat du monde -18 ans | 7 | 7  | 3 | 10 | 6   | +3  | Médaille d'argent  |  |          |
| 2013  | Finlande junior  | Championnat du monde junior  | 6 | 3  | 1 | 4  | 4   | +5  | 7e place           |  |          |
| 2013  | Finlande -18 ans | Championnat du monde -18 ans | 7 | 3  | 6 | 9  | 12  | +2  | Médaille de bronze |  |          |
| 2014  | Finlande junior  | Championnat du monde junior  | 6 | 2  | 2 | 4  | 2   | +7  | Médaille d'or      |  |          |
| 2015  | Finlande junior  | Championnat du monde junior  | 5 | 1  | 0 | 1  | 6   | -1  | 7e place           |  |          |
| 2025  | Finlande         | Confrontation des 4 nations  | 3 | 0  | 1 | 1  | 0   | -2  | 4e place           |  |          |

## Trophées et honneurs personnels

### SM-liiga
- 2013 : trophée Jarmo-Wasama

### Championnat du monde moins de 18 ans
- 2012 : termine meilleur buteur

### Ligue nationale de hockey
- 2021-2022 : remporte la Coupe Stanley avec l'Avalanche du Colorado